# エルネスツ・ガルビス
- エルネスツ・グルビス

エルネスツ・ガルビス（Ernests Gulbis, IPA: [ˈærnest͡s ˈɡulbis]; 1988年8月30日 - ）は、ラトビア・リガ出身の男子プロテニス選手。身長190cm、体重85kg。右利き、バックハンドは両手打ち。これまでにATPツアーでシングルス6勝、ダブルスで2勝を挙げる。自己最高ランキングはシングルス10位、ダブルス130位。ラトビア人初のツアー優勝者であり、トップ10選手。
2014年全仏オープン男子シングルスでベスト4に入った選手である。サービス、グラウンドストロークともに強打が持ち味。「エルネスツ・グルビス」とも表記される。

## 選手経歴

### ジュニア時代
ソビエト連邦の崩壊にともなって、1991年にラトビアが独立した時、ガルビスは3歳であった。彼の家族は、祖父はソ連時代のバスケットボールの名選手であり、父親も元バスケットボール選手、母親は劇場女優で、エルネスツは5人兄弟姉妹の2番目の子供として生まれた。
彼がテニスを始めたのは、ソ連崩壊の2年後、5歳の時に祖母と一緒にテニスコートへ行ったことがきっかけだったという。ガルビスは12歳の時からドイツ・ミュンヘンにある名門テニスアカデミーとして知られる「ニキ・ピリッチ・テニスアカデミー」に留学し、現在もピリッチの指導を受けている。

### 2004年 プロ転向
2004年にプロ入りし、2005年から男子テニス国別対抗戦デビスカップラトビア代表選手に抜擢された。

### 2007年 グランドスラム4回戦進出
ガルビスは2007年から男子ツアーで急成長を始め、同年の全仏オープンで4大大会にデビューした。1回戦で、彼はイギリスのティム・ヘンマンにストレート勝ちしたが、次の2回戦で敗退した。
ウィンブルドン選手権では1回戦でマルコス・バグダティスに敗れたが、全米オープンで4回戦に進出し、世界的な注目を集める。3回戦で第8シードのトミー・ロブレドを破ったガルビスは、続く4回戦でカルロス・モヤに5-7, 2-6, 7-6, 4-6で敗れた。
ラトビア出身の男子テニス選手がこのような好成績を出したのは史上初の出来事であった。

### 2008年 全仏ベスト8
2008年4月の全米男子クレーコート選手権でライナー・シュットラーと組み、ATPツアーでダブルス初優勝を達成する。全米男子クレーコート選手権ダブルス優勝の2週間後には、バミューダ諸島開催のチャレンジャー大会のシングルス準々決勝で日本の錦織圭に敗れた。全仏オープンで、2回戦で第7シードのジェームズ・ブレークを破るなど、4大大会で初めてベスト8入りを決め、前年の全米オープンを上回る成績を出した。準々決勝では第3シードのノバク・ジョコビッチに5-7, 6-7, 5-7で敗れ、ガルビスの快進撃はここで止まった。

### 2010年 ツアー初優勝

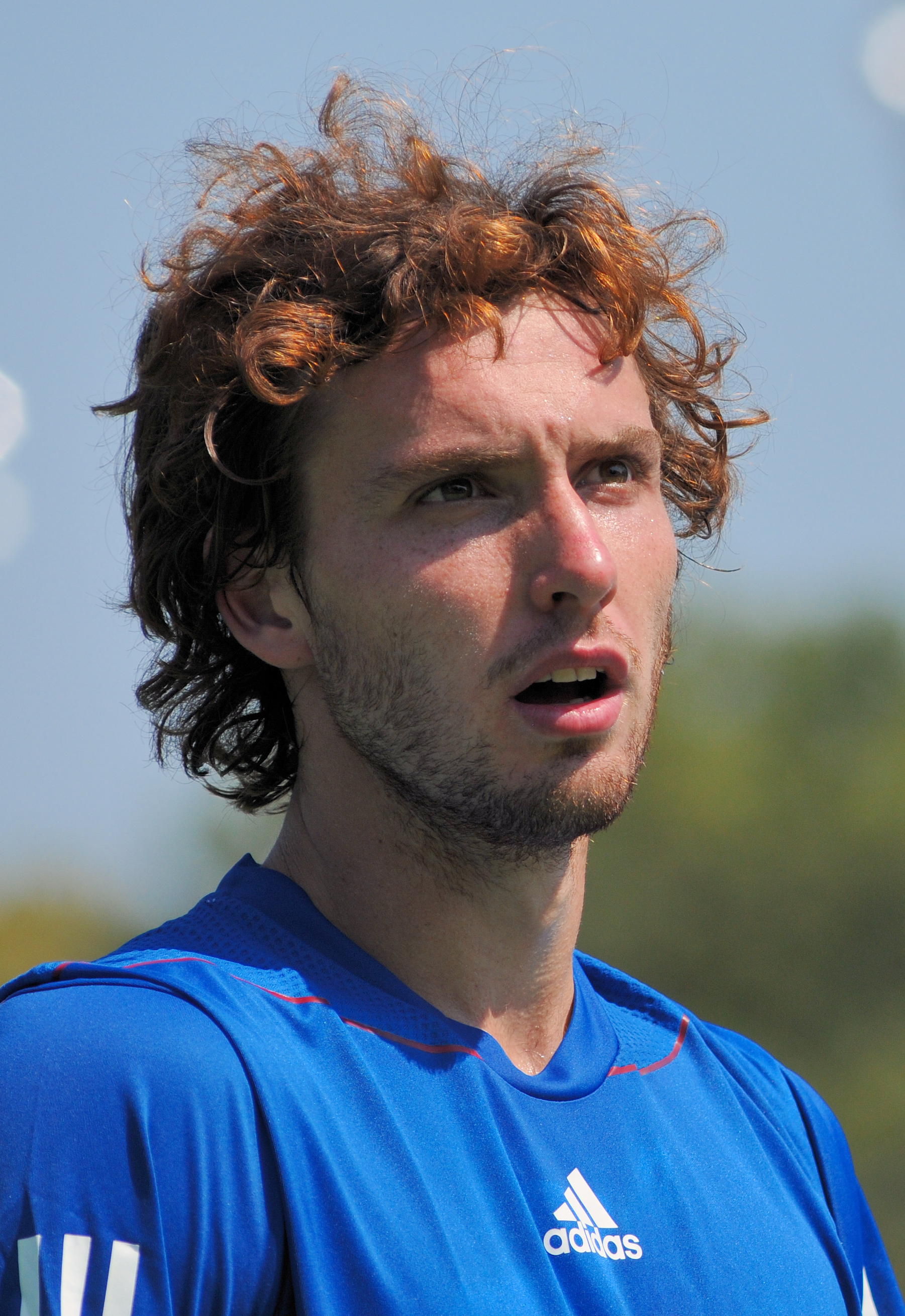
2010年全米オープンにて

2010年デルレイビーチ国際テニス選手権決勝でガルビスはイボ・カロビッチを6-2, 6-3で破りツアー初優勝を果たした。ラトビア人としても初めてのタイトル獲得となった。BNLイタリア国際では2回戦で当時世界ランキング1位のロジャー・フェデラーを2-6, 6-1, 7-5で破りベスト4に進出している。

### 2011年 ツアー2勝目
2011年7月のファーマーズ・クラシックではシングルス決勝でマーディ・フィッシュを5-7, 6-4, 6-4で破り優勝。シングルスツアー2勝目を挙げた。

### 2012年 ツアー3勝目
2013年には、2月のデルレイビーチ国際テニス選手権と9月のサンクトペテルブルク・オープンに優勝し、通算シングルスタイトルは4勝となった。

### 2014年 全仏ベスト4 トップ10入り
2014年は2月のオープン13で決勝に進出しジョー＝ウィルフリード・ツォンガを7-6(5), 6-4で破ってツアー通算5勝目を、5月のニース・オープンではフェデリコ・デルボニスを6-1, 7-6(5)で破って6勝目を挙げた。
全仏オープンでは、4回戦で第4シードのロジャー・フェデラーを6-7(5), 7-6(3), 6-2, 4-6, 6-3で破る金星を挙げ、続く準々決勝でも第6シードのトマーシュ・ベルディハを6-3, 6-2, 6-4のストレートで破り、自身初の4大大会ベスト4へ進出。準決勝では第2シードのノバク・ジョコビッチに3-6, 3-6, 6-3, 3-6で敗れたものの、大会後のランキングで10位となり、自身初のトップ10入りを果たすなど大躍進を遂げた。
グルビスはレースランキングで13位となり、上位選手がATPワールドツアーファイナルの交替選手を辞退したためグルビスに交替選手2番手の権利が回ってきたが、辞退した。年間最終ランキングは13位。

### 2015年 マスターズベスト8
2015年は全仏オープンまでわずか2勝しかできず、前回ベスト4の全仏オープンでも2回戦でニコラ・マユに敗れ、ランキングは29位から87位に落ちた。しかし、8月のロジャーズ・カップでは予選を勝ち上がり出場、ドミニク・ティーム、ルカシュ・ロソル、ドナルド・ヤングを破り準々決勝に進出。準々決勝では世界ランキング1位のノバク・ジョコビッチに2本のマッチポイントまで追い込むも、7-5, 6-7(7), 1-6で敗れた。年間最終ランキングは81位。

### 2016年 グランドスラム4回戦進出
2016年全仏オープンではアンドレアス・セッピとジョアン・ソウザにストレートで勝利し、3回戦で第6シードのジョー＝ウィルフリード・ツォンガの途中棄権があって、4回戦に進出。4回戦でダビド・ゴフィンに6-4, 2-6, 2-6, 3-6で敗れた。シーズン全体で7勝に終わり、ランキングも151位まで落ちた。

### 2017年 不調
2017年も6勝8敗に留まり、年間最終ランキングは199位。

### 2018年 ウィンブルドン4回戦進出
2018年はウィンブルドンで予選から勝ち上がり、3回戦では第4シードのアレクサンダー・ズベレフを7-6(2), 4-6, 5-7, 6-3, 6-0で撃破した。4回戦で第24シードの錦織圭に6-4, 6-7(5), 6-7(10), 1-6で敗れた。10月のストックホルム・オープンでは予選から勝ち上がり4年ぶりにツアーの決勝に進出するも、若手のステファノス・チチパスに敗れ、ダブルスを含めた決勝での連勝が8でストップ。それでもこの結果により2年ぶりに100位圏内に復帰した。

### 2019年 ランキング大幅下降
年始のチェンナイ・オープンではベスト8入りをする。全豪オープンでは1回戦でのスタン・ワウリンカ戦で6-3, 1-3の時点で腰の怪我により、途中棄権となった。その後はATPチャレンジャーツアーや予選からの出場がメインとなっていた。2019年通して、6勝17敗となり、年間最終ランキングは226位に落ちてしまった。

### 2020年 グランドスラム3回戦進出
2020年全豪オープンで予選から勝ち上がり、1回戦で新鋭フェリックス・オジェ=アリアシムに勝利。自己最高の3回戦まで進んだ。

## プレースタイル
パワフルなストロークが武器のオフェンシブ・ベースライナー。パワーだけでなくトップスピンロブやドロップショットなども正確。球足が速いハードが得意だがクレーの全仏オープンでも結果を残す。時速130マイルから140マイルのサーブも強力。

## ATPツアー決勝進出結果

### シングルス: 7回 (6勝1敗)
| 大会グレード                            |
| グランドスラム (0-0)                    |
| ATPワールドツアー・ファイナル (0-0)     |
| ATPワールドツアー・マスターズ1000 (0-0) |
| ATPワールドツアー・500シリーズ (0-0)    |
| ATPワールドツアー・250シリーズ (6–1)    |

| サーフェス別タイトル |
| ハード (5–1)         |
| クレー (1–0)         |
| 芝 (0-0)             |
| カーペット (0-0)     |

| 結果   | No. | 決勝日         | 大会                 | サーフェス    | 対戦相手                         | スコア        |
| ------ | --- | -------------- | -------------------- | ------------- | -------------------------------- | ------------- |
| 優勝   | 1.  | 2010年2月28日  | デルレイビーチ       | ハード        | イボ・カロビッチ                 | 6–2, 6–3      |
| 優勝   | 2.  | 2011年7月31日  | ロサンゼルス         | ハード        | マーディ・フィッシュ             | 5–7, 6–4, 6–4 |
| 優勝   | 3.  | 2013年3月3日   | デルレイビーチ       | ハード        | エドゥアール・ロジェ＝バセラン   | 7-6(3), 6-3   |
| 優勝   | 4.  | 2013年9月22日  | サンクトペテルブルク | ハード (室内) | ギリェルモ・ガルシア＝ロペス     | 3–6, 6–4, 6–0 |
| 優勝   | 5.  | 2014年2月23日  | マルセイユ           | ハード (室内) | ジョー＝ウィルフリード・ツォンガ | 7–6(5), 6–4   |
| 優勝   | 6.  | 2014年5月24日  | ニース               | クレー        | フェデリコ・デルボニス           | 6-1, 7-6(5)   |
| 準優勝 | 1.  | 2018年10月21日 | ストックホルム       | ハード (室内) | ステファノス・チチパス           | 4–6, 4–6      |

### ダブルス: 2回 (2勝0敗)
| 結果 | No. | 決勝日        | 大会               | サーフェス | パートナー               | 対戦相手                                  | スコア           |
| ---- | --- | ------------- | ------------------ | ---------- | ------------------------ | ----------------------------------------- | ---------------- |
| 優勝 | 1.  | 2008年4月14日 | ヒューストン       | クレー     | ライナー・シュットラー   | パブロ・クエバス マルセル・グラノリェルス | 7–5, 7–6(3)      |
| 優勝 | 2.  | 2009年7月18日 | インディアナポリス | ハード     | ドミトリー・トゥルスノフ | アシュリー・フィッシャー ジョーダン・カー | 6–4, 3–6, [11-9] |

## 成績

### 4大大会シングルス
略語の説明
| W | F | SF | QF | #R | RR | Q# | LQ | A | Z# | PO | G | S | B | NMS | P | NH |

W=優勝, F=準優勝, SF=ベスト4, QF=ベスト8, #R=#回戦敗退, RR=ラウンドロビン敗退, Q#=予選#回戦敗退, LQ=予選敗退, A=大会不参加, Z#=デビスカップ/BJKカップ地域ゾーン, PO=デビスカップ/BJKカッププレーオフ, G=オリンピック金メダル, S=オリンピック銀メダル, B=オリンピック銅メダル, NMS=マスターズシリーズから降格, P=開催延期, NH=開催なし.
| 大会           | 2006 | 2007 | 2008 | 2009 | 2010 | 2011 | 2012 | 2013 | 2014 | 2015 | 2016 | 2017 | 2018 | 2019 | 2020 | 通算成績 |
| -------------- | ---- | ---- | ---- | ---- | ---- | ---- | ---- | ---- | ---- | ---- | ---- | ---- | ---- | ---- | ---- | -------- |
| 全豪オープン   | A    | LQ   | 1R   | 2R   | 1R   | 1R   | 1R   | A    | 2R   | 1R   | 1R   | A    | A    | 1R   | 3R   | 4–10     |
| 全仏オープン   | A    | 2R   | QF   | 2R   | 1R   | 1R   | 1R   | 2R   | SF   | 2R   | 4R   | 1R   | 2R   | 1R   |      | 17–13    |
| ウィンブルドン | A    | 1R   | 2R   | 2R   | A    | 1R   | 2R   | 3R   | 2R   | 1R   | 1R   | 3R   | 4R   | 1R   |      | 11–12    |
| 全米オープン   | LQ   | 4R   | 2R   | 1R   | 1R   | 2R   | 2R   | 1R   | 2R   | 1R   | A    | 2R   | LQ   | LQ   |      | 8–10     |

### 大会最高成績
| 大会                 | 成績 | 年                     |
| -------------------- | ---- | ---------------------- |
| ATPファイナルズ      | A    | 出場なし               |
| インディアンウェルズ | QF   | 2014                   |
| マイアミ             | 2R   | 2008, 2011, 2014, 2015 |
| モンテカルロ         | 2R   | 2010, 2011, 2013       |
| マドリード           | QF   | 2010, 2014             |
| ローマ               | SF   | 2010                   |
| カナダ               | QF   | 2013, 2015             |
| シンシナティ         | QF   | 2008                   |
| 上海                 | 1R   | 2009-11, 2015          |
| パリ                 | 3R   | 2010                   |
| オリンピック         | 1R   | 2012                   |
| デビスカップ         | Z1   | 2014                   |
| ATPカップ            | A    | 出場なし               |